# Guajira (Zulia)
Guajira, ook Municipio Indígena Bolivariano Guajira, is een gemeente in de Venezolaanse staat Zulia. De gemeente telt 72.600 inwoners en heette tot 2010 Páez. De hoofdplaats is Sinamaica.

## Geografie
De gemeente ligt aan de Golf van Venezuela en het noordelijk deel van de gemeente maakt deel uit van het Schiereiland Guajira. De zuidgrens van de gemeente wordt gevormd door de rivier Guasare. Door de gemeente loopt de autoweg die Maracaibo verbindt met Riohacha en Santa Marta in Colombia. Deze weg doorkruist de plaatsen Sinamaica en Paraguaipoa binnen de gemeente.